# 利休七哲
利休七哲（日语：／ Rikyūshichitetsu *）是對千利休七位出色的徒弟的稱呼。由利休的曾孫‧表千家的江岑宗左（逢源齋）在『江岑夏書』中記載。
後來在各式各樣的茶書中，構成出現了微妙的變化，出現了加入織田長益（有樂齋）、千道安（利休的兒子）、荒木村重（道薫）並整合為「十哲」的稱呼。而且有除去千道安並加入前田利長、有馬豐氏或金森長近的諸種説法，但是一直都是後世的稱呼，當時並沒有這種叫法。

## 七哲
- 蒲生氏鄉，筆頭
- 細川忠興（三齋）
- 古田重然（織部）
- 芝山宗綱（監物）
- 瀨田正忠（掃部）
- 高山長房（右近／南坊）
- 牧村利貞（兵部）

## 利休門三人眾
利休七哲之外還有利休門三人眾，是指利休門下中特別優秀的武將，即蒲生氏鄉、芝山宗綱（監物）、細川忠興三人，而且他們都是利休七哲中的一人。與利休七哲一樣，是後世的稱呼。